# Pseudomma armatum
Pseudomma armatum är en kräftdjursart som beskrevs av Hansen 1913. Pseudomma armatum ingår i släktet Pseudomma och familjen Mysidae. Inga underarter finns listade i Catalogue of Life.